# シュバシコウ

黄：繁殖地、青：越冬地

シュバシコウ（朱嘴鸛、Ciconia ciconia） は、鳥綱コウノトリ目コウノトリ科コウノトリ属に分類される鳥類。

## 分布
ヨーロッパや北アフリカ、中近東に分布する。繁殖地は主にヨーロッパと中央アジア。特にポーランドで多く、2004年の調査で確認された全世界約23万のペアのうち約4分の1に当たる52500ペアがポーランド国内で繁殖、夏のポーランド湖水地方の田舎は木々も家々の煙突も電柱も、あらゆる高い場所がコウノトリの巣だらけになる。

## 分類
以前は本種およびその亜種C. c. boyciana（旧コウノトリの基亜種C. c. ciconiaと亜種C. c. boycianaの間に亜種間雑種ができるため、亜種とする説もあった）の和名が、コウノトリとされていた。DNA交雑法では別種C. boycianaとされた。
以下の亜種の分類は、IOC World Bird List (v11.1)に従う。
Ciconia ciconia ciconia (Linnaeus, 1758)
ヨーロッパ・西アジア・中東・アフリカ北部および南部で繁殖する
Ciconia ciconia asiatica Severtsov, 1873
中央アジアで繁殖する

## 生態
ヨーロッパでは家の屋根や煙突、塔に営巣する習性がある。雌・雄共同で抱卵、育雛をする。

## 人間との関係
分布が非常に広く生息数も多いと考えられており、2016年の時点では絶滅のおそれは低いと考えられている。一部の地域では生息数が減少しているものの、2016年の時点では種全体としては生息数は増加傾向にあると考えられている。一方で湿原開発や河川改修・ダム建設・汲み上げなどによる生息地の破壊、干ばつや砂漠化・農薬の使用による獲物の減少、農薬や食肉類用の毒餌による中毒、狩猟、送電線との衝突死などによる影響が懸念されている。
日本では1964年に大阪市天王寺動物園が、初めて飼育下繁殖に成功した。
縁起が良い鳥として危害が加えられないため、人をそれほど恐れない。
リトアニアの国鳥である。
アフリカでのコウノトリについては、アイザック・ディネーセンの書物に興味深い記述がある。彼女は1914年から17年にわたってケニア（当時の英領東アフリカ）・ナイロビ郊外の丘陵で広大なコーヒー農園を経営し、そこでの体験を『アフリカの日々』（1936年出版）にまとめた。イナゴの群れが襲来すると穀物も野菜も食い尽くされるが、そのイナゴの進軍を追ってコウノトリや鶴たちの大群も移動してやってきて、「イナゴの群れの上を輪をかいて飛び、イナゴが着陸すると、一緒に降りてきてイナゴを喰いあさる」と記述している。

## 画像

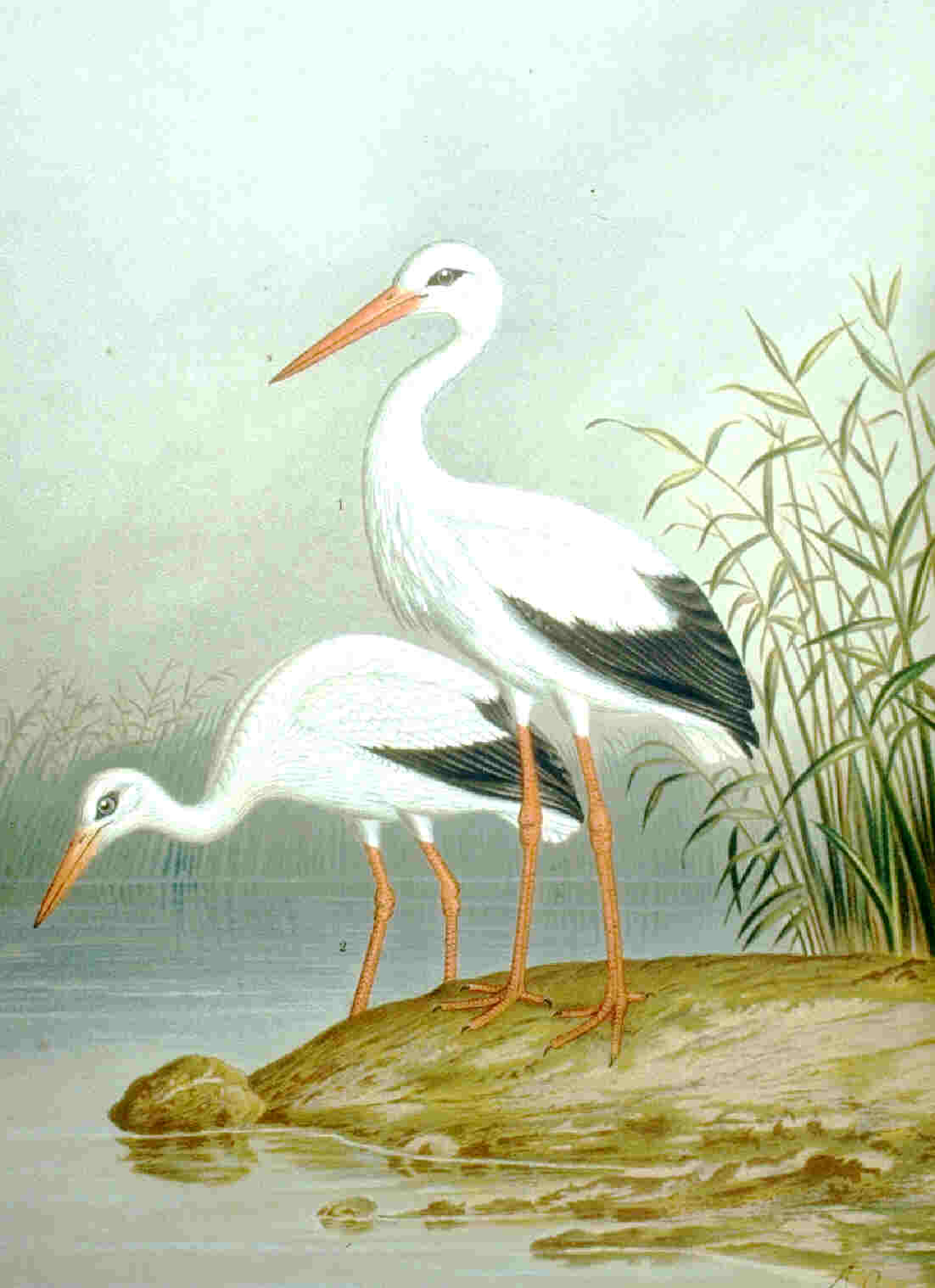
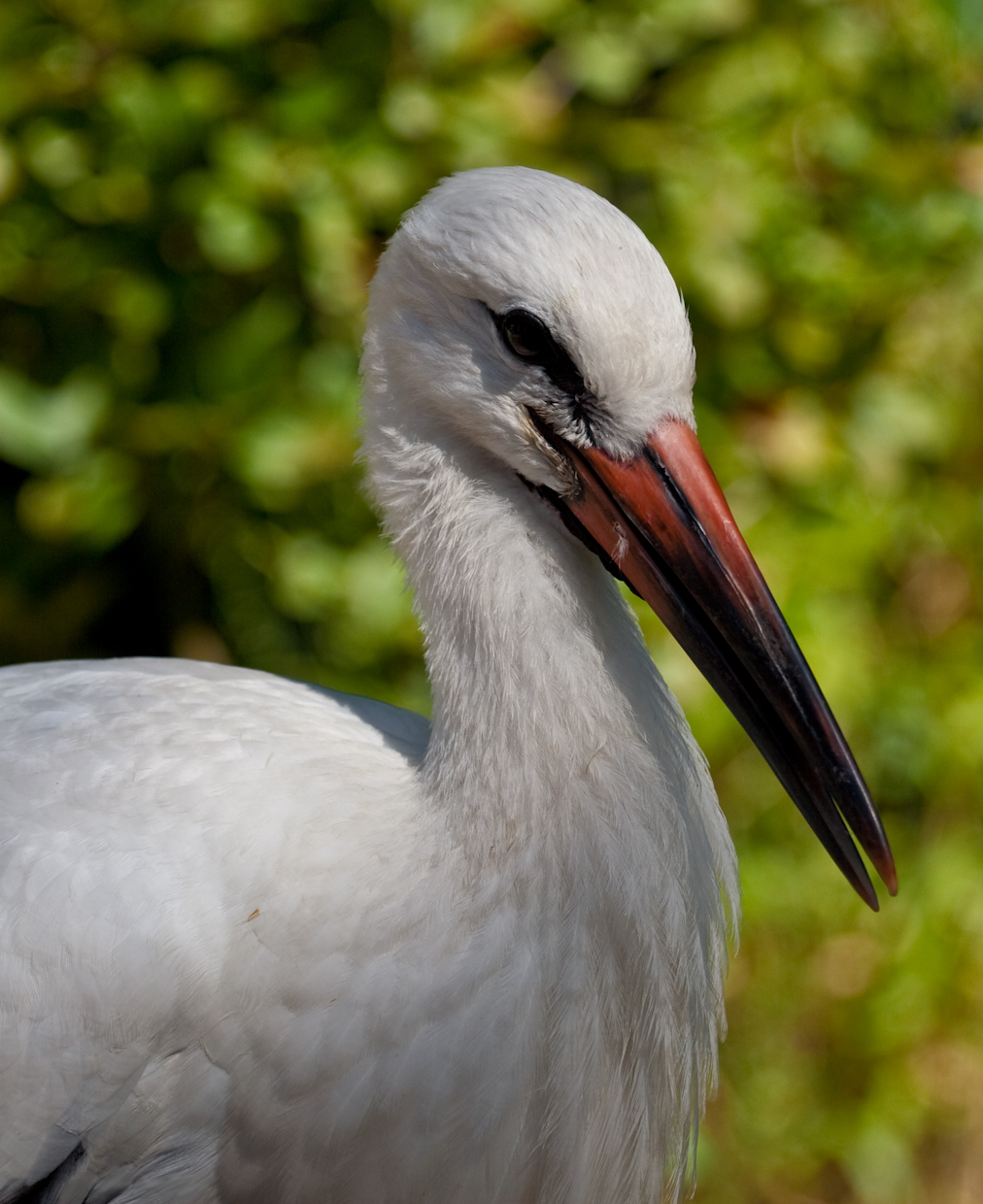
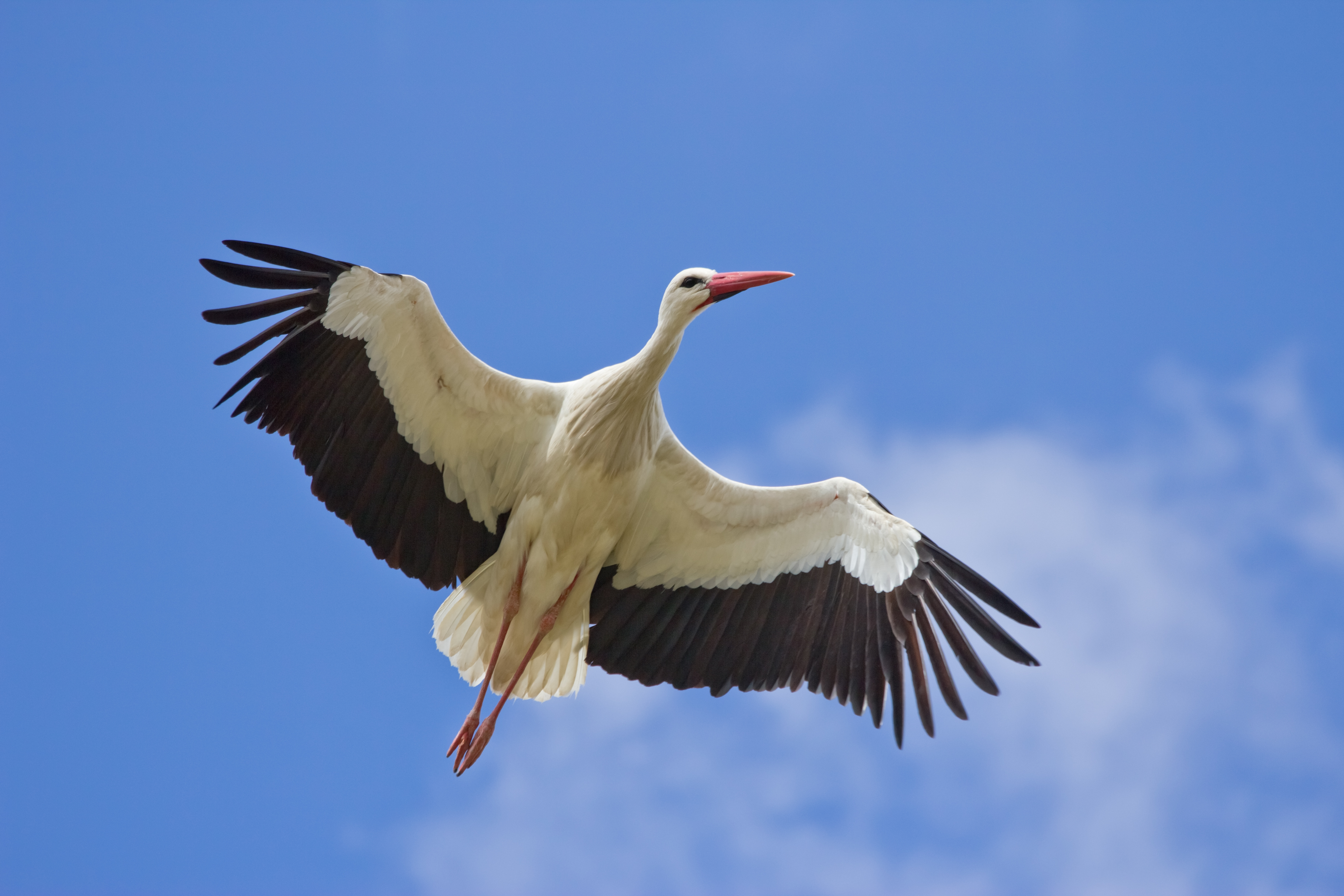
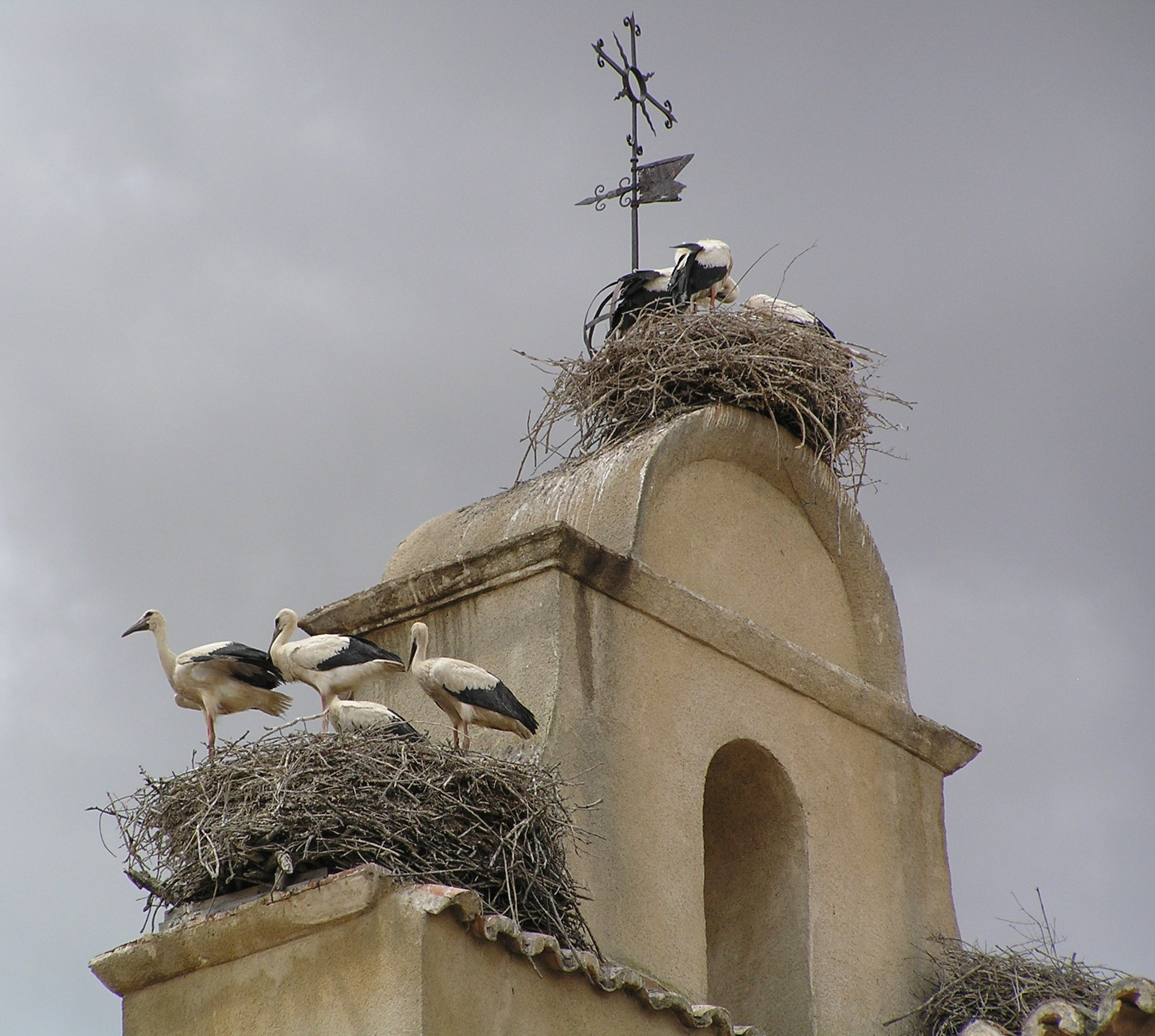
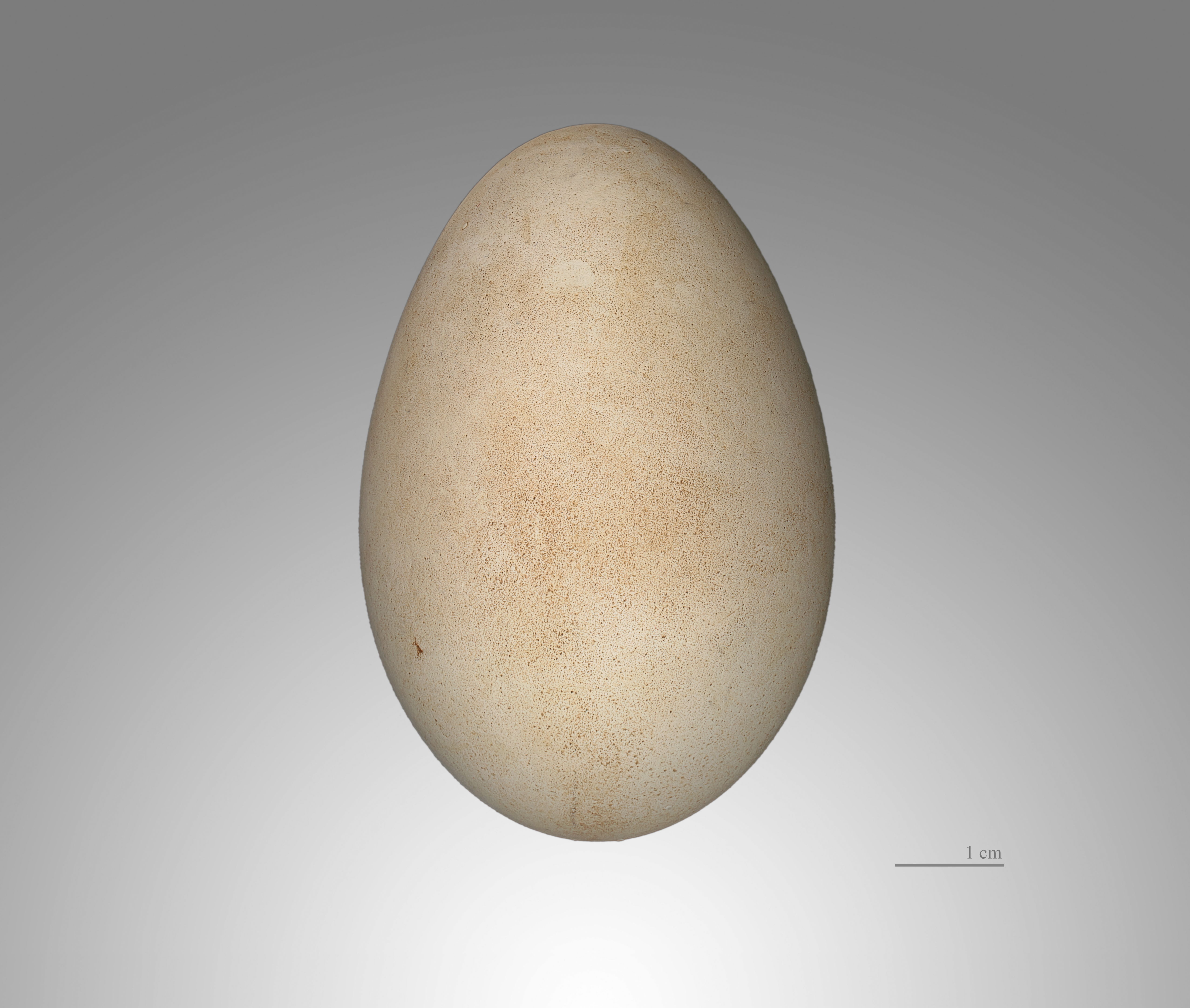

## 伝承その他
高い塔や屋根に営巣し雌雄で抱卵、子育てをする習性からヨーロッパでは赤ん坊や幸福を運ぶ鳥として親しまれている。このことから欧米には「シュバシコウが赤ん坊をくちばしに下げて運んでくる」または「シュバシコウが住み着く家には幸福が訪れる」という言い伝えが広く伝えられている。日本でもこのため「コウノトリが赤ん坊をもたらす」と言われることがある。

### 聖書・神学的解釈・象徴
聖書本文検索 - 日本聖書協会ホームページ (bible.or.jp) によれば、「こうのとり」は旧約聖書にのみ現れ、その数は6件である。レビ記（11,19）、申命記（14,18）では、イスラエルの人々が食べてはならない鳥の一つとして挙げられている。ヨブ記（39,13）では、「威勢よく翼を羽ばたかせる」駝鳥が「こうのとりの羽と羽毛を」持っていない、と言われている。エレミヤ書（08,07）では「空のこうのとりも自分の季節を知っていると」と。ゼカリヤ書（05,09）には「こうのとりのような翼を」持つ女という箇所がある。詩篇104章、17節の該当箇所については、3つの訳を記すと、聖書協会1974年訳では、「こうのとりはもみの木をそのすまいとする」、聖書協会共同訳では、「こうのとりは糸杉を住みかとする」、新共同訳では、「こうのとりの住みかは糸杉の梢」と微妙な違いがある。
古代の「自然認識者」『フィシオログス』はコウノトリをキリストの象徴として、またその行動を人間のなすべき態度の模範と捉え次のように語っている。コウノトリはからだの真ん中より上は白、下は暗い色であり、キリストも同じく万人の神として上であるものの時もあれば、一人の人間として下であるものの時もあった。「天のものをなおざりにせず、地のものを見ごろしにしなかった」---　コウノトリは雄と雌が同時に出かけることがない。雄が餌を探す間、雌は雛の世話をする。それを交代して巣を空けることがない。人は朝も夜も欠かさず祈りを行い、悪魔に負けてはならない。---　コウノトリが雛を育て上げて皆が跳べるようになり、時が来ると一斉に飛び立ち移動する。時が来ると元の地に戻り巣作りをし、雛を育てる。イエスキリストが昇天し、時至って再来し、「倒れたものを起こされる」のと同じだ。
古代ギリシア・ローマ以降西欧においてコウノトリは≪敬愛≫あるいは≪貞節≫の象徴として取り上げられた。前者については、アリストテレスが、「コウノトリのひなは長じて親鳥を養い返すということは、この鳥について広く知られた話である」と記しているという。中世盛期、英独仏伊の皇帝・王侯に仕えたティルベリのゲルウァシウス（1152年頃 - 1220年以後）が神聖ローマ皇帝 オットー4世に献呈した奇譚集『皇帝の閑暇』（Gervasii Tilberiensis: Otia Imperialia ad Ottonem IV Imperatorem; 1209年 - 1214年執筆）第97章には「コウノトリの巣に入れられた烏の卵」について語られている。2種の雛が孵るとコウノトリたちは嘴を打ち合わせて烏を告発し、母子鳥ともどもカラスを高い塔の上から突き落とす。このように話した語り手は、コウノトリの行状を人倫のあるべき姿と捉え、「貞操を守るべき」「近親相姦を罰すべき」「姦通を罰すべき」という教訓を引き出している。

### ドイツ
コウノトリ（ドイツ語でStorch）は、「春アフリカを出発してドイツに渡り、夏の末に戻ってゆく」。「ドイツ人にいる間は、人間の住宅の屋根や、教会の塔に棲みついている」。「ドイツ人たちの眼前では、鳥の姿で現われるが、秋になると帰ってゆく」。彼らの遠い本拠地では、人間の姿に戻るとする俗信があったが、この俗信はすでに1214年の文書（Gervasius von Tibury）に見られる。「人間に幸運をもたらし、稲妻や火事から、人間を庇護してくれるという信仰は、比較的新しく一般に拡がったものでる、といわれている」。コウノトリに弟・妹を連れてきて、と頼む童謡がある。アーデルベルト・フォン・シャミッソーの記述にあるように、コウノトリは飲み水の湧き出る井戸、泉、あるいは池から赤子を連れてくると信じられていた。
ドイツ南西部シュヴァルツヴァルトのキンツィヒタール（Kinzigtal）地方では、2月22日の聖ペテロの日を「こうのとりの日」とよんで次のような行事を行っている。「こうのとりの仮面をかむるか、あるいは山高帽の左右にこうのとりの雌雄をつけ、背中に大きなパンの塊りを二つ背負った「こうのとり小父さん」が村を訪れる」。村では子供たちが「（害虫よ、）出てゆけ・・・」と歌いながら小父さんを家々に案内し、小父さんは害虫などを寄せ付けぬ追い出しの唱え詞をいって、家々を祝福する。そして子供たちにはパンやお菓子を与えるという。
ドイツ中世の最大の叙事詩人にしてミンネゼンガーたるヴォルフラム・フォン・エッシェンバッハの歌には、自身をコウノトリと比べる滑稽な表現が見られる。「こうのとりは畑の種を食い荒らさぬという。/私も同じ、婦人方に粒ほどの損害も与えませぬ」。コウノトリは、蛙、蛇、トカゲなどの小動物しか食べないので畑に害を及ぼすことがないという常識が背景にあるからである。同じヴォルルラムの十字軍文学の傑作『ヴィレハルム』（375詩節）では、主人公の軍と戦う異教徒軍の石弓隊の描写において、彼らは「いっせいに数多くのまっすぐな矢をつがえ、矢尻までいっぱいに引き絞って射た。すると弦は巣の中のこうのとりの鳴き声のような音を立てた」と語られている。
16世紀ドイツの作家ヨーハン・フィッシャルト（Johann Fischart）の『蚤退治』（Flöh Hatz / Weiber Tratz）には、『イソップ寓話集』の一篇「王様を欲しがる蛙」（中務哲郎訳 四四）を踏まえた文章がある。「王様を欲しがる蛙」は、蛙がゼウスから最初に王としてもらった木ぎれで満足せずに取り替えを望むと、水蛇を送られて食われたという話である。『万治絵入本　伊曾保物語』第廿五では、≪水蛇≫が≪鳶≫となっている。フィッシャルトではそれが≪こうのとり≫とされている。

「わが国でも一昔前まではよく読まれてい（た）」ヴィルヘルム・ハウフの著名なメルヘン集『隊商』（Die Karawane）中の一つ「こうのとりのカリフの物語」（Die Geschichte　von Kalif Storch）は、バグダッドのカリフ、ハシッド（Kalif Chasid）とその大ワジール、マンソール（Großwesir Mansor）がコウノトリに変身する愉快な話である。
ギュンター・グラスには、「ユダヤ人の焼却の恐怖」と関連をもつ「こうのとり」（Adebar）と題する詩がある（1960年出版の詩集『三角線』（Gleisdreieck）所収の2番目）。
ドイツの文筆家でグラフィック芸術家のフーベルト・ヴィッヒェルマン（1954年 - ）は、2003年出版の児童文学作品において、コウノトリ一家のドイツからアフリカへの渡りの長旅を、教養小説のスタイルで興味深く描いている。